# Ned Jarrett
Ned Jarrett (Conover, 12 ottobre 1932) è un pilota automobilistico statunitense, due volte campione della NASCAR.

## Carriera
Dal 1953 al 1966 ha corso nella NASCAR Sprint Cup Series, ottenendo in totale 50 vittorie su 35 pole position. 

## Riconoscimenti
Nel 1991 è stato introdotto nell'International Motorsports Hall of Fame, mentre nel 1997 è stato introdotto nella Motorsports Hall of Fame of America. Nel 2015, infine, è stato introdotto nella NASCAR Hall of Fame.